# Las puertas de la percepción
Las puertas de la percepción (título original en inglés The doors of perception) es un ensayo escrito por Aldous Huxley en 1954. En 1956 publicó como ensayo complementario Cielo e infierno, y en 1977 salió a la luz Moksha, un compendio de sus obras acerca de las drogas alucinógenas.

## Contenido

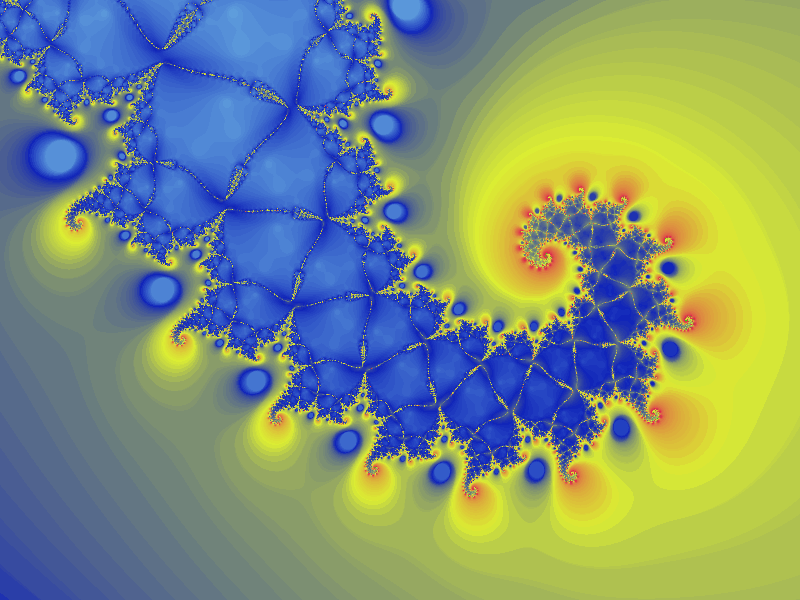
Clásica imagen fractal aproximada a las experiencias con mescalina experimentadas por Aldous Huxley en Las puertas de la percepción y Cielo e infierno.

En él describe sus experiencias alucinógenas producto de la ingestión de mescalina. El título proviene de una cita de William Blake contenida en su obra El matrimonio del cielo y el infierno:

Si las puertas de la percepción se purificaran todo se le aparecería al hombre como es, infinito.

Basado en esta cita, Huxley asume que el cerebro humano filtra la realidad para no dejar pasar todas las impresiones e imágenes, las cuales serían imposibles de procesar. De acuerdo con esta visión, las drogas alucinógenas pueden reducir este filtro, o abrir estas puertas de la percepción, como él lo expresa metafóricamente. 
Para verificar esta teoría, Huxley toma mescalina y escribe sus pensamientos y sentimientos. Lo que nota es que los objetos cotidianos pierden su funcionalidad y de repente existen "como tales". Espacio y tiempo se vuelven irrelevantes y la percepción parece hacerse mayor, sobrecogedora y a veces hasta ofensiva porque el individuo es incapaz de hacer frente a la enorme cantidad de impresiones.

## Sección
Desde la puerta me dirigí a una especie de pérgola cubierta en parte por un rosal trepador y en parte por listones de una pulgada de ancho, con media pulgada de espacio entre ellos. Brillaba el sol y las sombras de los listones formaban un dibujo de cebra en el piso y en el asiento y el respaldo de la silla de jardín que se hallaba al fondo de la pérgola. Esta silla... ¿La olvidaré alguna vez? Allí donde las sombras caían sobre la lona de la tapicería, las franjas de un añil a la vez profundo y brillante alternaban con otras de una incandescencia tan intensa que era difícil creer que no estuvieran hechas de fuego azul. Durante un lapso que pareció inmensamente largo, miré sin saber, incluso sin desear saber, lo que tenía delante. En cualquier otro momento hubiera visto una silla con alternadas franjas de luz y de sombra. Hoy, el precepto se había tragado al concepto. Yo estaba tan completamente absorbido por el mirar, tan fulminado por lo que realmente veía, que no podía darme cuenta de ninguna otra cosa. Muebles de jardín, listones, luz solar, sombras... Todas estas cosas no eran más que nombres y nociones, meras verbalizaciones, para propósitos utilitarios y científicos, después del suceso.

## En la cultura popular
- El libro de Huxley, basado en el verso de William Blake, dio nombre a su vez a la banda The Doors. La banda creó una canción llamada Break on through inspirada en el tema de las puertas de la percepción.
- En la película Doctor Strange, durante el tradicional cameo de Stan Lee en las películas de Marvel, puede observarse que está leyendo este libro.[3]